# Nicole Raczynski
Pour les articles homonymes, voir Raczyński.
Nicole Raczynski (19 avril 1979) est une ancienne catcheuse américaine connue pour son parcours au sein de la Total Nonstop Action sous le nom de Roxxi Laveaux, souvent écourté en Roxxi. Elle s'est également fait connaître au sein de promotions féminines telles que la Shimmer Women Athletes, la Shine Wrestling ou la Women Superstars Uncensored.

## Carrière

### Circuit Indépendant (2002-2013)
Elle annonce sa retraite des rings sur Twitter le 26 octobre 2013. Elle effectue son dernier match de sa carrière en battant Alexxis le 6 décembre lors d'un show de la Lucky Pro Wrestling.

### Total Nonstop Action (2007-2010)
Elle quitte la fédération peu après avoir perdu contre Madison Rayne lors de Slammiversary VIII pour le titre féminin des Knockouts de la TNA,. Elle effectue un retour le temps d'une soirée en février 2011 où elle fut battue par Madison Rayne pour le titre féminin. La TNA a tenté à nouveau de la faire revenir en mars 2013 mais elle a refusé.

## Palmarès
- Chaotic Wrestling
  - 1 fois Chaotic Wrestling Women's Championship[8]

- Defiant Pro Wrestling
  - 1 fois DPW Women's Championship[2]

- Eastern Pro Wrestling
  - 1 fois EPW Women's Championship
  - Ringside Rumble (2008)

- IndyGurlz
  - 1 fois IndyGurlz Championship

- Lucha Libre Femenil
  - 1 fois LLF Juvenil Championship[2]
  - 1 fois LLF Tag Team Championship avec Diana La Cazadora[2]
  - LLF Copa de Reynosa

- Melting Pot Championship Wrestling
  - 1 fois MPC Women's Championship

- New England Championship Wrestling
  - 1 fois NECW World Women's Championship[8]

- Pro Wrestling Illustrated
  - Classement PWI des 500 meilleurs catcheurs[9]

| Année | 2008 | 2009 | 2010 | 2011 |
| Rang  | 7    | 21   | 23   | 25   |

- Professional Girl Wrestling Association
  - 1 fois PGWA Championship[2]

- Total Nonstop Action Wrestling
  - Queen of the Cage (2008)

- Ultimate Wrestling
  - 1 fois Women's Champion

- Women Superstars Uncensored
  - 1 fois WSU Championship[2]
  - WSU/NWS King and Queen of the Ring (2008) avec Rhett Titus[3]
  - WSU Uncensored Rumble (2009)

- World Women's Wrestling
  - 1 fois World Women's Wrestling Championship[2]

- World Xtreme Wrestling
  - 1 fois WXW Women's Championship[8]